# Xiting (köpinghuvudort i Kina, Jiangsu Sheng, lat 32,12, long 121,00)
Xiting är en köpinghuvudort i Kina. Den ligger i provinsen Jiangsu, i den östra delen av landet, omkring 210 kilometer öster om provinshuvudstaden Nanjing. Antalet invånare är 39 831. Befolkningen består av 22 006 kvinnor och 17 825 män. Barn under 15 år utgör 9,0 %, vuxna 15-64 år 69 %, och äldre över 65 år 20,0 %.
Runt Xiting är det tätbefolkat, med 849 invånare per kvadratkilometer. Närmaste större samhälle är Nantong, 15,7 km sydväst om Xiting. Trakten runt Xiting består till största delen av jordbruksmark.
Genomsnittlig årsnederbörd är 1 257 millimeter. Den regnigaste månaden är juli, med i genomsnitt 219 mm nederbörd, och den torraste är januari, med 35 mm nederbörd.